# Chi è senza peccato - The Dry
Chi è senza peccato - The Dry (The Dry) è un film del 2020 diretto da Robert Connolly.
Il film, con protagonista Eric Bana, è l'adattamento cinematografico del pluripremiato romanzo del 2016 Chi è senza peccato, scritto da Jane Harper.

## Trama
L'agente federale Aaron Falk torna nella sua piccola città natale, Kiewarra nello stato di Victoria, per partecipare al funerale del suo amico d'infanzia Luke Hadler, che si presume abbia crudelmente ucciso sua moglie Karen e il loro figlio Billy prima di togliersi la vita. I genitori di Luke, credendo nella sua innocenza, chiedono a Falk di restare per indagare sul crimine, e lui accetta, seppur titubante.
Nei flashback, viene rivelato che Falk lasciò la città venti anni prima per sfuggire alle molestie e alle maldicenze dei residenti quando fu sospettato della morte della sua ragazza, Ellie, annegata nel fiume. Le circostanze della morte di Ellie non sono mai state del tutto chiarite e dopo tanti anni sono in molti a non credere all'ipotesi del suicidio. Al suo ritorno in città Falk si scontra con parecchie persone che sono ancora in collera con lui; in particolare con il padre di Ellie e il fratello, Grant, che lo ritengono un bugiardo assassino.
Con l'aiuto del sergente locale della città, Greg Raco, Falk inizia ad indagare sugli eventi riguardanti la morte di Luke e della sua famiglia. Scoprono che i proiettili usati nel crimine erano Remington, mentre Luke possedeva un fucile Winchester. Falk parla anche con Scott Whitlam, il preside della scuola locale e capo di Karen, che spiega che anche se lei e Luke avevano qualche difficoltà economica, non sembravano avere problemi seri. Quando Falk scopre la parola "GRANT?” scritta a mano da Karen poco prima di morire sulla ricevuta di un libro della biblioteca, sospetta che Grant abbia a che fare con gli omicidi per poter  acquistare, speculando, la fattoria della famiglia Hadler, dal momento che il padre di Luke non è più in grado di gestirla.
Falk fa visita a Gretchen, un'amica di adolescenza, sua e di Luke, e ora collega di Karen a scuola, la quale gli dice che sono state trovate nella scrivania di Karen delle pratiche inerenti la richiesta di fondi scolastici. Mentre sfoglia un vecchio album di foto, Falk vede una fotografia di Luke che tiene in braccio il figlio neonato di Gretchen e la interroga sul fatto che Luke possa essere il padre; Gretchen nega, ma indirettamente conferma che lei e Luke avevano una relazione sentimentale. Gretchen tra l'altro possiede un fucile Remington e Falk le lascia intendere che la sospetta di essere responsabile degli omicidi. Lei, disgustata, gli dice in malo modo di andarsene. La mattina dopo, Falk sottrae dall'ufficio di Karen la pratica relativa alla domanda di finanziamento scolastico, rendendosi conto che Karen aveva scritto "GRANT?" sulla ricevuta del libro in riferimento al termine "sovvenzione" e non al nome di persona "Grant".
Falk e Raco si recano a scuola per interrogare Whitlam, ma scoprono che è fuggito nella arida boscaglia con una tanica di benzina e un accendino, intenzionato a darsi fuoco, ormai consapevole di essere stato smascherato. Quando lo raggiungono, Whitlam ammette la sua dipendenza dal gioco d'azzardo, e di avere utilizzato i fondi scolastici finanziati per pagare i suoi debiti di gioco. Scoperto da Karen e da Luke, rivela di avere ucciso la famiglia Hadler per coprire la sua frode. Poi si cosparge di benzina e si dà fuoco. Falk e Raco lo gettano a terra e spengono prontamente il fuoco scongiurando così un vasto incendio che avrebbe messo in pericolo la città a causa della perdurante siccità. Raco è gravemente ustionato e ricoverato in ospedale, mentre Falk se la cava con qualche ustione alle braccia. L'indagine è chiusa e i genitori di Luke ringraziano Falk per aver dimostrato l'innocenza del figlio.
Prima di lasciare la città, Falk incontra Gretchen scusandosi per averla accusata; lei lo perdona e gli rivela di essere sempre stata innamorata di Luke, ma che lui aveva invece scelto Karen. Falk visita un'ultima volta l'area rocciosa in cui lui ed Ellie andavano spesso da ragazzi e, incastrato tra le rocce, trova il suo vecchio zaino. Lo zaino contiene un diario, nel quale Ellie confida di essere intenzionata a scappare perché suo padre abusa sessualmente di lei. Un flashback rivela che quando suo padre aveva scoperto che lei stava fuggendo, l'aveva raggiunta e in preda alla rabbia l'aveva annegata nel fiume. Falk dice addio a Ellie, poi si allontana con lo zaino lungo il letto del fiume, che ora è completamente asciutto.

## Produzione
Le riprese del film sono iniziate nel marzo 2019 nello stato di Victoria, in Australia.
Il budget del film è stato di 20 milioni di dollari australiani.

## Promozione
Il primo trailer del film è stato diffuso il 15 aprile 2021.

## Distribuzione
Il film, inizialmente previsto per il 27 agosto 2020 e rinviato a causa della pandemia di COVID-19, è stato presentato a Melbourne l'11 dicembre 2020 e distribuito nelle sale cinematografiche australiane dal 1º gennaio 2021.
Negli Stati Uniti d'America la pellicola è stata presentata al San Francisco International Film Festival il 10 aprile 2021 e distribuita nelle sale, ed in contemporanea on demand, a partire dal 21 maggio 2021.

## Accoglienza

### Critica
Sull'aggregatore Rotten Tomatoes il film riceve il 90% delle recensioni professionali positive con un voto medio di 7,2 su 10 basato su 99 critiche, mentre su Metacritic ottiene un punteggio di 68 su 100 basato su 4 critiche.
Il film è stato acclamato al San Francisco International Film Festival; il critico Luke Buckmaster, del The Guardian, promuove il film "solido, teso e scomodamente drammatico" con quattro stelle su cinque.

## Sequel
Nel 2024 viene distribuito il sequel Force of Nature - Oltre l'inganno (Force of Nature: The Dry 2).